# Рузиев, Бурон
Бурон Розиев (узб. Boron Roziyev; 1941, Вангазы, Кызылтепинского района; Узбекская ССР; СССР) — оператор нефтегазодобычи управления газового месторождения «Муборакгаз» государственного акционерного объединения «Узнефтегазказибчикариш». В 1995 году удостоен звания Герой Узбекистана.

## Биография
Бурон Розиев в 1962 году работал в различных организациях. С 1964—1972 год работал помощником бурильщика, оператором нефтегазовых месторождений в «Бухарабургинефть» и «Кашкадарьягаз». С 1972 года по настоящее время — оператор по добыче нефти и газа на Мубарекском газовом месторождении под управлением Мубарекгазского газового месторождения. Он принимал активное участие в запуске и освоении нефтяных скважин на газовых и нефтяных месторождениях Мубарек, Шортепа и Северный Майманак, во внедрении нового оборудования на месторождениях и в борьбе за нефтяную независимость республики.

## Награды
В 1995 году удостоен звания Герой Узбекистана.